# Тремелломицеты
Tremellomycetes (лат.) — класс диморфных грибов, подтипа гименомицетов. Они имеют студенистую форму плодового тела или мешковидную парентосому. В составе класса: 3 порядка, 11 семейств, 50 родов и 377 видов.